# Oberndorf an der Melk
Oberndorf an der Melk – gmina targowa w Austrii, w kraju związkowym Dolna Austria, w powiecie Scheibbs. Według Austriackiego Urzędu Statystycznego liczyła 2965 mieszkańców (1 stycznia 2014).